# Agua Zarca, Zacatecas
Agua Zarca är en ort i Mexiko.   Den ligger i kommunen Sombrerete och delstaten Zacatecas, i den centrala delen av landet, 700 km nordväst om huvudstaden Mexico City. Agua Zarca ligger 2 283 meter över havet och antalet invånare är 649.
Terrängen runt Agua Zarca är platt åt nordost, men åt sydväst är den kuperad. Runt Agua Zarca är det glesbefolkat, med 16 invånare per kvadratkilometer. Närmaste större samhälle är Charco Blanco, 10,7 km öster om Agua Zarca. Omgivningarna runt Agua Zarca är i huvudsak ett öppet busklandskap.